# Gbarpolu
Gbarpolu is een county in het westen van Liberia. Gbarpolu is ruim 7700 vierkante kilometer groot en had in 2007 een inwonersaantal van zo'n 120.000. De hoofdstad van de county is Bopolu. Tot de creatie van de county werd op 14 september 2000 beslist door de Liberiaanse senaat. In januari 2001 werd die beslissing effectief. Het grondgebied van Gbarpolu bestaat uit de zuidelijke helft van de county Lofa waarvan ze afgesplitst werd.

## Grenzen
De county heeft een grenslijn met een buurland van Liberia:
- Met de provincie Eastern van Sierra Leone in het noordwesten.

Andere grenzen deelt Gbarpolu met vier andere county's:
- Lofa in het noorden en het noordoosten.
- Bong in het zuidoosten.
- Bomi in het zuid.
- Grand Cape Mount in het zuidwesten.

## Districten
De county bestaat uit vijf districten:
- Belleh
- Bopolu
- Bokomu
- Kongba
- Gbarma

Bomi · Bong · Gbarpolu · Grand Bassa · Grand Cape Mount · Grand Gedeh · Grand Kru · Lofa · Margibi · Maryland · Montserrado · Nimba · River Cess · River Gee · Sinoe